# Kim In
Dans ce nom coréen, le nom de famille, Kim, précède le nom personnel.
Pour les articles homonymes, voir Kim.
Kim In (Hangul:김인, Hanja:金寅), né le 23 novembre 1943 et mort le 4 avril 2021, est un joueur de go professionnel en Corée du Sud.

## Biographie
Kim In devient professionnel en 1958 à l'âge de 15 ans. En 1962, il part étudier le go au Japon, et grâce à une lettre de recommandation de Cho Namchul, il devient étudiant de Kitani Minoru. Kim In devient professionnel au Japon, avant de revenir en Corée moins d'un an plus tard, dès 1963. En 1983, il atteint le rang de 9e dan. Il est connu pour son jeu pendant les années 1960 et 1970. Il est le directeur de la Hanguk Kiwon.

## Titres
| Titre            | Années                  |
| ---------------- | ----------------------- |
| Wangwi           | 1966 - 1972             |
| Guksu            | 1965 - 1970             |
| Chaegowi         | 1967, 1971, 1972        |
| Kiwang           | 1977                    |
| Myungin          | 1969                    |
| Paewang          | 1964, 1967 - 1971, 1976 |
| Titres nationaux | 25                      |